# Fèlix Fanés
Fèlix Fanés (Barcelona, 1948). Catedrático de historia del arte en la Universidad Autónoma de Barcelona. Ha publicado varios estudios sobre arte, cine y literatura del siglo XX. Ha sido el comisario de la exposición «Dalí. Cultura de Masses» (CaixaForum, Barcelona / Reina Sofía, Madrid, 2004) y «Dalí and Films» (Tate Modern, Londres / MoMA, Nueva York, 2007). Su libro Diari de guerra. Nova York, tardor 2001 (L’Avenç, 2011) recoge la estancia del autor en Nueva York durante los tres meses posteriores al atentado contra las Torres Gemelas. Fanés registra el polvo de una ciudad que, diez años atrás, estaba invadida por el miedo después del 11-S.